# Den Danske Naturfond
Den Danske Naturfond er en dansk privat erhvervsdrivende fond, hvis overordnede formål er at forbedre naturtilstanden og vandmiljøet i Danmark. Den blev stiftet i januar 2015 af den danske stat, Villum Fonden og Aage V. Jensen Naturfond.
Organisationen ejer og driver Skovsgård på Langeland, hvor man også har etableret et større stykke vild natur.

## Historie
Den 2. december 2013 underskrev statsminister Helle Thorning-Schmidt og miljøminister Ida Auken på vegne af den danske stat en aftale om stiftelsen af den privat-offentlige og politisk uafhængige Den Danske Naturfond sammen med de to fonde, Aage V. Jensen Naturfond og Villum Fonden. Staten indskød 500 millioner kroner, mens Villum kom med 250 mio. og Aage V. Jensen 125 mio. Staten betalte yderligere 49 mio. kr. i driftstilskud, så fondens midler udelukkende blev brugt på sit formål. Folketinget vedtog 19. december 2014 ‘Lov om Den Danske Naturfond’, som udstikker rammerne for fondens aktiviteter.

## Fondens områder

### Mols Bjerge
Fondens første projekt blev offentliggjort i marts 2016. Her ville den i samarbejde med Naturhistorisk Museum og Molslaboratoriet indhegne 120 hektar i Mols Bjerge og efterfølgende sætte vilde heste ud i en 10-årig forsøgsperiode. Indhegningen afløste 14 mindre af slagsen og er beliggende på Molslaboratoriets jorde umiddelbart syd/sydvest for Femmøller og Femmøller Strand.

### Bøtøskoven
I 2017  erhvervede Naturfonden Bøtøskoven ved Marielyst på Falster for sammen med Guldborgsund Kommune gennemføre en naturgenopretning af området.  Bøtøskoven er en vigtig lokalitet for mange forskellige arter af insekter, flagermus og fugle og er især kendt som en spændende sommerfuglelokalitet. Området har et areal på 153 hektar

### Andre områder
Den Danske Naturfond ejer desuden helt eller delvis arealer omkring 
- Holme Å ved Varde
- Læsten Bakker og Skals Ådal  nordvest for Randers
- Fyns Hoved
- Hammer Bakker nord for Aalborg
- Kollund Skov i bunden af Flensborg Fjord
- Mandø i Vadehavet
- Frejlev Skov på Lolland

Den Danske Naturfond  deltager også i en række naturpleje og naturgenopretningsprojekter i samarbejde med andre aktører.